# Petra Behle
Petra Behle nata Schaaf (Offenbach am Main, 5 gennaio 1969) è un'ex biatleta tedesca.
Agli inizi della carriera, prima della riunificazione tedesca (1990), ha gareggiato per la nazionale tedesca occidentale.
È stata moglie del fondista Jochen, a sua volta sciatore nordico di alto livello.

## Biografia

### Carriera agonistica
Ha iniziato a praticare biathlon a livello agonistico nel 1986 e ha debuttato ad alto livello in campo internazionale ai Mondiali di Lahti/Lake Placid 1987 (25ª in individuale, 19ª in sprint). In Coppa del Mondo ha ottenuto il primo risultato di rilievo nel 1988 nell'individuale di Anterselva (14ª), ha conquistato il primo podio nello stesso anno nell'individuale di Ruhpolding (2ª) e la prima vittoria nel 1992 nella sprint di Pokljuka.
A Chamonix 1988 è stata la più giovane atleta a vincere una medaglia d'oro iridata; complessivamente in carriera vise tredici medaglie, delle quali nove d'oro. Ha partecipato a tre edizioni dei Giochi olimpici invernali, Albertville 1992 (13ª in individuale, 6ª in sprint, 2ª in staffetta), Lillehammer 1994 (15ª in individuale, 5ª in sprint, 2ª in staffetta) e Nagano 1998 (27ª in individuale, 16ª in sprint, 1ª in staffetta con la squadra composta anche da Uschi Disl, Martina Zellner e Katrin Apel).

### Altre attività
Dopo il ritiro, dal 1998 al 2007 ha lavorato come commentatrice sportiva per la ZDF, affiancando a lungo nelle telecronache del biathlon Christa Haas.
Nel 2002 si è laureata in Economia dello sport presso la EBS Universität für Wirtschaft und Recht e da allora lavorain quel settore; sostiene l'associazione benefica Tour der Hoffnung.

## Palmarès

### Olimpiadi
- 3 medaglie:
  - 1 oro (staffetta[3] a Nagano 1998)
  - 2 argenti (staffetta a Albertville 1992; staffetta[3] a Lillehammer 1994)

### Mondiali
- 13 medaglie:
  - 9 ori (sprint[3] a Chamonix 1988; individuale[3] a Feistritz 1989; individuale[3] a Lahti 1991; gara a squadre a Novosibirsk 1992; individuale[3] a Borovec 1993; staffetta[3] ad Anterselva 1995; staffetta[3], gara a squadre[3] a Ruhpolding 1996; staffetta[3] a Osrblie 1997)
  - 2 argenti (gara a squadre a Minsk/Oslo/Kontiolahti 1990; gara a squadre[3] ad Anterselva 1995)
  - 2 bronzi (gara a squadre a Feistritz 1989; individuale[3] a Minsk/Oslo/Kontiolahti 1990)

### Coppa del Mondo
- Miglior piazzamento in classifica generale: 3ª nel 1992 e nel 1996
- 19 podi (14 individuali, 5 a squadre[4]), oltre a quelli conquistati in sede olimpica e iridata e validi anche ai fini della Coppa del Mondo:
  - 7 vittorie (individuali)
  - 10 secondi posti (5 individuali, 5 a squadre)
  - 2 terzi posti (individuali)

#### Coppa del Mondo - vittorie
| Data             | Località             | Nazione           | Specialità |
| ---------------- | -------------------- | ----------------- | ---------- |
| 19 dicembre 1992 | Pokljuka             | Slovenia          | SP         |
| 14 dicembre 1994 | Pokljuka/Bad Gastein | Slovenia/ Austria | IN         |
| 9 marzo 1996     | Pokljuka             | Slovenia          | SP         |
| 30 novembre 1996 | Lillehammer          | Norvegia          | SP         |
| 11 gennaio 1997  | Ruhpolding           | Germania          | SP         |
| 15 marzo 1997    | Novosibirsk          | Russia            | SP         |
| 10 gennaio 1998  | Ruhpolding           | Germania          | SP         |

Legenda:

IN = individuale

SP = sprint